# SOLAS
SOLAS (International Convention for the Safety of Life at Sea) – międzynarodowa konwencja o bezpieczeństwie życia na morzu.
Została uchwalona w dniu 1 listopada 1974 przez Międzynarodową Konferencję ds. Bezpieczeństwa Życia na Morzu, zwołaną przez Międzynarodową Organizację Morską (IMO). Obecnie obowiązująca weszła w życie 25 maja 1980 roku. Od tego czasu wielokrotnie zmieniana poprawkami. Konwencja SOLAS poprzedzona była traktatami z lat: 1914 (po katastrofie RMS Titanic), 1929, 1948 i 1960.
Konwencja SOLAS ma na celu podniesienie bezpieczeństwa życia na morzu przez ustalenie jednolitych zasad i przepisów budowy statków, jak również podaje wzory wystawianych dokumentów.

## Rozdziały konwencji
Załącznik konwencji podzielony jest na następujące rozdziały:
- Rozdział I – Postanowienia ogólne
- Rozdział II-1 Budowa – konstrukcja, niezatapialność i stateczność, urządzenia maszynowe i instalacje elektryczne
- Rozdział II-2 Konstrukcja – ochrona przeciwpożarowa, wykrywanie i gaszenie pożarów
- Rozdział III Środki i urządzenia ratunkowe
- Rozdział IV Radiokomunikacja
- Rozdział V Bezpieczeństwo żeglugi
- Rozdział VI Przewóz ładunku
- Rozdział VII Przewóz towarów niebezpiecznych
- Rozdział VIII Statki z napędem jądrowym
- Rozdział IX Zarządzanie bezpieczną eksploatacją statków
- Rozdział X Środki bezpieczeństwa dla jednostek szybkich
- Rozdział XI-1 Środki specjalne dla podniesienia bezpieczeństwa na morzu
- Rozdział XI-2 Środki specjalne dla wzmocnienia ochrony na morzu
- Rozdział XII Dodatkowe środki bezpieczeństwa dla masowców
- Rozdział XIII Verification of Compliance
- Rozdział XIV System Measures for Ships Operating in Polar Waters

W części 2 konwencji zamieszczono:
- Załącznik 1 Jednolite światowe wdrożenie zharmonizowanego systemu nadzorów i certyfikacji
- Załącznik 2 Certyfikaty i dokumenty wymagane na pokładzie statku
- Załącznik 3 Wykaz rezolucji uchwalonych przez konferencje SOLAS
- Załącznik 4 Prawidło 12-2 rozdziału II-1 SOLAS

## Zastosowanie
Zasadniczo wymagania konwencji mają zastosowanie do statków nowo budowanych i nie mają zastosowania do statków już istniejących, z wyjątkiem wymagań retroaktywnych. Obecnie obowiązująca konwencja SOLAS 1974 ma zastosowanie do statków budowanych po 01.09.1984 zgodnie z rezolucją IMO MSC. 1(XLV).
Konwencja ma zastosowanie do statków odbywających podróże międzynarodowe. Jeśli wyraźnie nie powiedziano inaczej, prawidła konwencji nie mają zastosowania do:
- okrętów wojennych i statków do przewozu wojska,
- statków towarowych o pojemności brutto mniejszej niż 500,
- statków bez napędu mechanicznego,
- statków drewnianych prymitywnej budowy,
- jachtów rekreacyjnych nie uprawiających żeglugi handlowej,
- statków rybackich.

Prawidła Konwencji nie mają także zastosowania do statków uprawiających żeglugę wyłącznie na Wielkich Jeziorach Ameryki Północnej i na Rzece Św. Wawrzyńca.
Rozdziały III i IV mają zastosowanie do wszystkich statków pasażerskich i wszystkich statków towarowych o pojemności brutto 300 i większej.